# Зустріч в кінці зими
«Зустріч в кінці зими» (рос. «Встреча в конце зимы») — білоруський радянський художній фільм режисера  Йосипа Шульмана 1978 року.

## Сюжет
Анна Федорівна Губарєва, що працює відповідальним секретарем обласної газети не прагне до того, щоб її любили оточуючі. Вона пережила важкі роки Великої Вітчизняної війни і тепер кожну хвилину свого життя присвячує тим, кого втратила в роки війни…

## У ролях
- Лариса Лужина —  Анна Федорівна Губарєва
- Петро Вельямінов —  Василевич, фронтовий друг Анни Губарєвої
- Ростислав Янковський —  Семен Петрович, редактор
- Всеволод Платов —  Топоров
- Олена Легурова —  Віка
- Олександр Дем'яненко —  Кучерявий, фейлетоніст, що справляє новосілля
- Ростислав Шмирьов —  Кирило Калинич
- Павло Кормунін —  Бумажніков
- Дмитро Галицький —  Тарасик
- Олександр Кашперов —  Слава
- Валентин Нікулін — поет «без кутів»
- Володимир Новіков —  батько Тарасика
- Петро Юрченков —  Сергій, чоловік Анни Губарєвої
- Валентин Букін —  людина з управління кар'єра
- Олександр Безпалий —  Сомов, головний інженер

## Знімальна група
- Автор сценарію: Володимир Гусаков
- Режисер: Йосип Шульман
- Оператор: Фелікс Кучар
- Композитор: Веніамін Баснер
- Художник: Олександр Чертович